# 弥阿サゴリ駅
弥阿サゴリ駅（ミアサゴリえき）は大韓民国ソウル特別市江北区弥阿洞にある、ソウル交通公社4号線の駅。「サゴリ」とは朝鮮語で「四街/사거리、四差路」という意味である。駅番号は416。

## 駅構造
相対式ホーム2面2線を有する地下駅で、フルスクリーンタイプのホームドアが設置されている。
改札口は弥阿寄り（北側）と吉音寄り（南側）の2ヶ所あるが、どちらも上下ホーム別々に設置されており、改札内でのホーム間の移動はできない。ホーム階行きエレベータは弥阿寄りの改札内にある。化粧室は改札外に1ヶ所ある。
出入口は1番から6番までの合計6ヶ所ある。

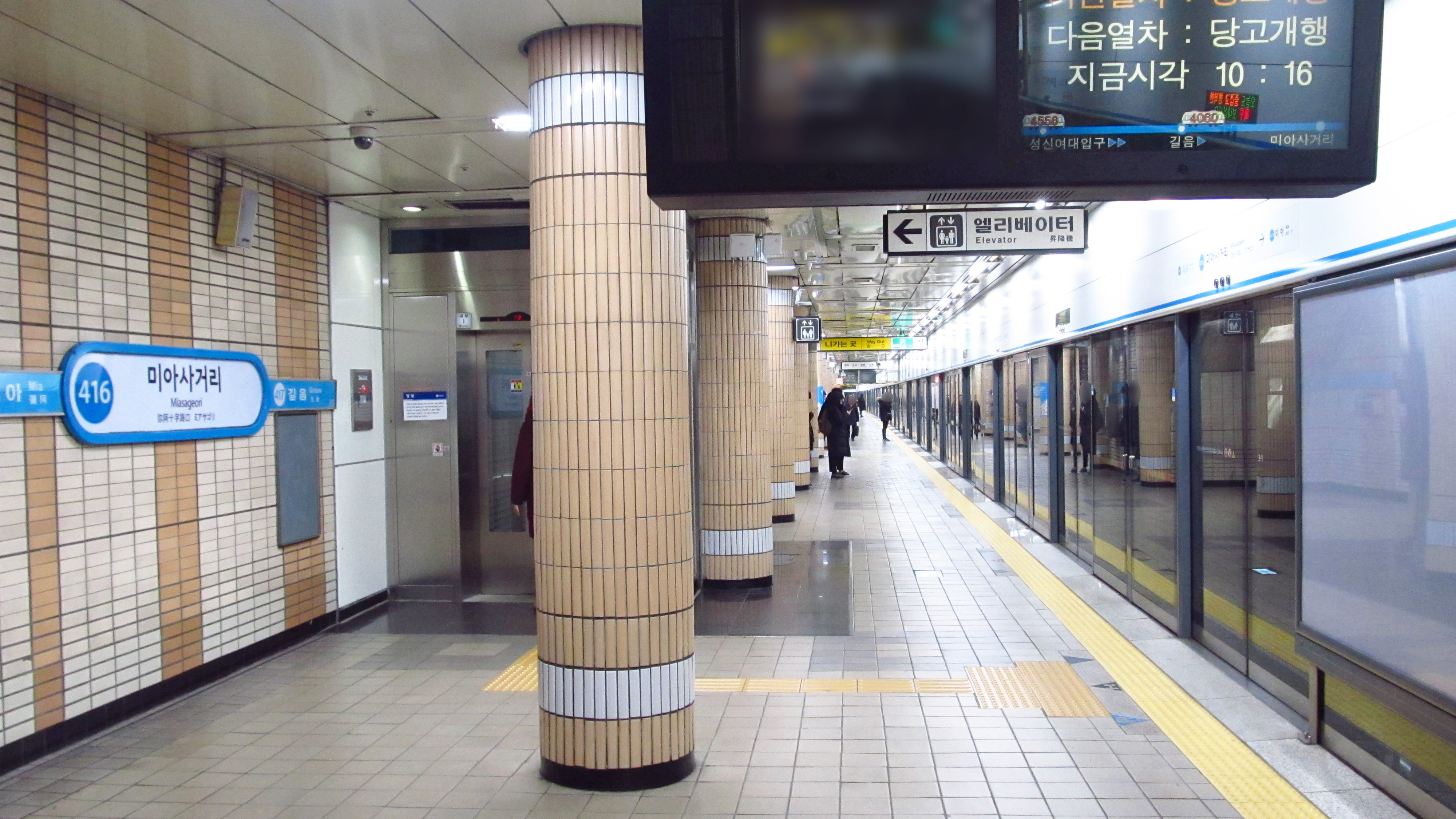
ホーム(2018年11月)

### のりば
- のりばの番号は存在しない。

| 上り | 4号線 | 水踰・倉洞・蘆原・仏岩山方面     |
| 下り | 4号線 | ソウル駅・舎堂・衿井・烏耳島方面 |

## 利用状況
近年の一日平均利用人員推移は下記のとおり。
| 路線  | 路線     | 2000年 | 2001年 | 2002年 | 2003年 | 2004年 | 2005年 | 2006年 | 2007年 | 2008年 | 2009年 | 出典  |
| ----- | -------- | ------ | ------ | ------ | ------ | ------ | ------ | ------ | ------ | ------ | ------ | ----- |
| 4号線 | 乗車人員 | 34,358 | 35,019 | 36,916 | 36,509 | 37,343 | 36,379 | 36,024 | 36,510 | 36,060 | 36,892 | [ 2 ] |
| 4号線 | 降車人員 | 33,032 | 31,708 | 33,537 | 33,193 | 34,435 | 33,336 | 33,065 | 34,169 | 33,842 | 34,843 | [ 2 ] |
| 4号線 | 乗降人員 | 67,389 | 66,727 | 70,452 | 69,702 | 71,779 | 69,715 | 69,089 | 70,679 | 69,903 | 71,735 | [ 2 ] |
| 路線  | 路線     | 2010年 | 2011年 | 2012年 | 2013年 | 2014年 | 2015年 |        |        |        |        | [ 2 ] |
| 4号線 | 乗車人員 | 37,533 | 37,889 | 37,552 | 37,352 | 36,000 | 34,455 |        |        |        |        | [ 2 ] |
| 4号線 | 降車人員 | 35,339 | 35,894 | 36,039 | 35,858 | 34,657 | 33,383 |        |        |        |        | [ 2 ] |
| 4号線 | 乗降人員 | 72,872 | 73,783 | 73,591 | 73,210 | 70,656 | 67,838 |        |        |        |        | [ 2 ] |

## 駅周辺
- 松中洞住民センター
- ソルセム地溝帯
- 松中初等学校
- ロッテ百貨店 弥阿店
- 北ソウル夢の森
- 晶文女子中学校
- 昌文女子高等学校
- 防川市場
- 弥阿交差点
- ソウル北工業高等学校
- 下月谷市場
- CJ CGV 弥阿
- 崇仁治安センター
- イーマート 弥阿店
- 企業銀行
- 泳薫初等学校
- 崇仁市場
- 道峰税務署
- 弥阿119安全センター
- 弥阿郵便局
- 泳薫国際中学校（YIMS）
- 泳薫高等学校
- 現代百貨店 弥阿店

## 歴史
- 1985年4月20日 - 弥阿サムゴリ駅（「サムゴリ」は「三差路」の意味）として開業。
  - かつて駅南側に東小門路・鐘岩路・道峰路の三差路が存在したことによる命名だが、その後月渓路が接続したため、駅の開業時点で既に四差路となっていた。
- 2013年12月26日 - 弥阿サゴリ駅へ改称。[3]

## 隣の駅
ソウル交通公社
 4号線
弥阿駅 (415) - 弥阿サゴリ駅 (416) - 吉音駅 (417)